# Soanierana Ivongo
Soanierana Ivongocaz è una città e comune del Madagascar situata nel distretto di Soanierana Ivongo, regione di Analanjirofo. La popolazione del comune rilevata nel 2001 era pari a 22 178 unità.